# 봉두쿠
봉두쿠(프랑스어: Bondoukou)는 코트디부아르 북동부에 위치한 도시로, 아비장에서 북동쪽으로 420km 정도 떨어진 곳에 위치한다. 잔잔구와 공투고에 위치한다. 봉두쿠현이자 코뮌이기도 하다.
봉두쿠는 가나와의 국경 근처에 위치해 있으며, 가나의 마을인 삼파의 국경 바로 건너편에 있다. 이 도시는 북쪽으로는 소로방고로 그리고 동쪽으로는 가나로 가는 도로와 함께 A1 고속도로의 합류점에 위치해 있다.
이들 박물관에는 봉두쿠 미술관이라는 유명한 박물관이 있으며, 전통 가면, 조각상 등 구로족의 역사와 관습에 관련된 문화적 유물들이 포함되어 있다.